# Mujeres en el periodismo y en los medios de comunicación
Cuando el periodismo se convirtió en una profesión, las mujeres tuvieron restringido el acceso a esta actividad profesional debido a la cultura y a las leyes, y tuvieron que afrontar una gran discriminación dentro de la misma profesión. A pesar de ello, las mujeres trabajaron como editoras, reporteras, analistas de deportes y periodistas incluso antes de los años 90 del siglo XIX.

## Por país

### Dinamarca
En Dinamarca, las mujeres se convirtieron en editoras muy pronto al heredar los periódicos de sus cónyuges. Los ejemplos más paradigmáticos de esta situación fueron el de Sophie Morsing, que heredó en 1658 el Wochenliche Zeitung de su marido y dirigió el periódico como editora, y el de Catherine Hake, que heredó el periódico Europäische Wochentliche Zeitung un año después cuando enviudó. Según parece, pese a ser las propietarias de los medios, estas mujeres no escribieron en sus periódicos.
La primera mujer en Dinamarca que publicó artículos en periódicos daneses fue la escritora Charlotte Baden, que colaboró entre 1786 y 1793 de forma ocasional en el semanal MorgenPost.   En 1845, Marie Arnesen se convirtió en la primera mujer que participó en un debate político público en un diario danés. Y, a partir de los años 50 del siglo XIX, se hizo habitual que las mujeres participaran en debates públicos y colaboraran puntualmente con la publicación de algún artículo. Entre ellas, destacan Caroline Testman, que escribió artículos de viajes, y Athalia Schwartz, que fue una figura muy conocida en los medios de comunicación públicos por su participación en debates en periódicos entre el 1849 y el 1871. En la década de los 70 del siglo XIX, comenzó el movimiento de las mujeres y publicaban sus propios periódicos, con mujeres editoras y periodistas.
Sin embargo, no fue hasta los años 80 del siglo XIX cuando las mujeres empezaron a ser profesionales en la prensa danesa, y Sofie Horten (1848-1927) probablemente se convirtió en la primera mujer que pudo vivir como periodista profesional mientras trabajó para Sorø Amtstidende en 1888. Otra figura importante fue Loulou Lassen, contratada por el Politiken en 1910, que se convirtió en la primera mujer periodista de carrera y que hizo periodismo científico, y de la que puede decirse que fue la primera mujer bien conocida en todo el país dentro de la profesión. En 1912, ocho mujeres eran miembros del sindicato de periodistas Københavns Journalistforbund (Asociación de Copenhague de Periodistas), cinco en el club Journalistforeningen i København (Asociación de Periodistas de Copenhague) y un total de 35 mujeres trabajaban como periodistas en Dinamarca.

### Finlandia
La periodista sueca y editora Catharina Ahlgren fue probablemente la primera mujer periodista y editora en Finlandia, provincia sueca en aquellos momentos, cuando publicó su ensayo sobre la lengua sueca Om att rätt behaga en 1782, que fue también de los primeros trabajos publicados en Finlandia.
Tradicionalmente, se ha hablado de Fredrika Runeberg como la primera mujer periodista, que escribió poemas y artículos en Helsingfors Morgonblad con el nombre de su marido Johan Ludvig Runeberg durante la década de los 30 del siglo XIX. Pero la primera mujer que trabajó en Finlandia como periodista usando su nombre fue Adelaïde Ehrnrooth, que escribió en Helsingfors Dagblad y Hufvudstadsbladet durante 35 años, desde 1869 en adelante.

### Francia
Anne-Marguerite Petit du Noyer (1663-1719) es conocida en Europa como una de las mujeres periodistas más famosas de principios del siglo XVIII. Sus reportajes sobre las negociaciones que condujeron a la Paz de Utrecht fueron leídos por toda Europa y motivo de admiración por la distinción con la que informó sobre el escándalo y los cotilleos.

### Noruega
La primera mujer periodista en Noruega fue Birgithe Kühle, que publicó en el periódico local Provincial-Lecture de Bergen entre 1794 y 1795.
Durante el siglo XIX, las mujeres colaboraban en la prensa especialmente con artículos para las secciones de cultura y como traductoras, especialmente Magdalene Thoresen, considerada por algunos como una de las primeras mujeres periodistas desde 1856, Marie Colban (1814-1884), que vivió en París, desde donde escribía artículos para Morgenbladet e Illustreret Nyhedsblad, por cuyos trabajos puede ser considerada como la primera corresponsal extranjera de la prensa noruega.
Otras pioneras fueron Wilhelmine Gulowsen, editora del periódico cultural Figaro entre 1882 y 1883, y Elisabeth Schøyen, editora de la revista familiar Familie-Musæum en 1878 y periodista de Bergensposten y Aftenposten.
La prensa diaria noruega en Oslo tuvo su primeras dos reporteras con Marie Mathisen en Dagsposten en 1897, y Anna Hvoslef en Aftenposten en 1898, que se convirtió en la primera mujer miembro del Oslo Journalistklubb (Asociación de Periodistas de Oslo) en 1902.

### Suecia
En Suecia, Maria Matras, conocida como 'N. Wankijfs Enka', publicó el ensayo Ordinarie Stockholmiske Posttijdender entre 1690 y 1695, pero no se sabe seguro si fue también su autora.
Margareta Momma se convirtió en la primera mujer periodista y redactora jefe como editora del ensayo político Samtal emellan Argi Skugga och en obekant Fruentimbers Skugga en 1738. Durante el siglo XVIII, se editaron muchas publicaciones por, para y sobre mujeres, pero las que escribían en ellas normalmente lo hacían bajo seudónimo, que raramente era identificado. Uno de esos casos fue el de Catharina Ahlgren, que publicó la revista de mujeres De nymodiga fruntimren (Mujeres Modernas) en 1773. Las redactoras jefe se convirtieron en algo bastante común durante el siglo XVIII cuando se desarrolló la prensa en Suecia, especialmente en el caso de viudas de impresores o editores que se hacían con el negocio de su pareja una vez fallecido. Una exitosa editora muy conocida fue Anna Hammar-Rosén, que dirigió el diario popular Hwad Nytt?? Hwad Nytt?? entre 1773 y 1795.
No fue hasta el siglo XIX cuando la prensa sueca empezó a tener personal fijo de trabajadores y periodistas, un avance que vincula a las primeras mujeres como empleadas permanentes en las oficinas de los diarios, como observaron Wendela Hebbe en Aftonbladet entre 1841-51 y Marie Sophie Schwartz en Svenska Tidningen Dagligt Allehanda entre 1851-57.  En 1858, Louise Flodin se convirtió en una pionera cuando fundó su propio periódico, convirtiéndose en la primera mujer a quien se le concedía una licencia para abrir un diario, y contrató a un equipo compuesto únicamente por mujeres. Asimismo, Eva Brag se convirtió en una importante figura durante su carrera en Göteborgs Handels- och Sjöfartstidning entre 1865 y 1889.
A partir de los años 80 del siglo XIX, era habitual encontrar a mujeres en las redacciones de los periódicos y, cuando en 1885 fueron admitidas en la sociación de publicistas suecos, 14 mujeres se convirtieron en miembros.
La generación pionera de mujeres periodistas aunque provenía habitualmente de clase alta, deseaban tener sus propios ingresos.  En ese momento, el centro de la educación convencional para una mujer era la lengua, a diferencia de lo que ocurría con los hombres, especialmente cuando los reporteros no provenían generalmente de clases acomodadas.  Las mujeres fueron empleadas como traductoras y eran responsables del área de cultura así como de las noticias y entrevistas extranjeras. Durante este periodo, las mujeres periodistas eran respetadas, en parte por su clase social, y se les asignaban tareas similares a sus compañeros masculinos gracias a sus conocimientos en lengua.  En 1918, Maria Cederschiöld, primera editora de una sección de noticias extranjeras, recordó que las mujeres reporteras no fueron tan polémicas o discriminadas en el 1880 como sí ocurrió más tarde, "...cuando fue conocida la aversión por las mujeres de Strindberg. Ni la lucha en la vida ni la competitividad eran tan acusadas como ha pasado después. Las mujeres pioneras eran generalmente tratadas con simpatía e interés, incluso por los hombres, quizás porque normalmente no las consideraban como competidoras peligrosas".
De los siete diarios más grandes en Estocolmo, seis contrataron a mujeres antes de 1900 y, cuando en 1901 se fundó el Sindicato sueco de Periodistas, las mujeres formaron parte desde el inicio.  En 1919, se produjo un acontecimiento importante, cuando la conocida novela Pennskaftet escrita por Elin Wägner popularizó la profesión de periodista entre las mujeres, llegando a denominarse "pennskaft" a las periodistas de carrera.  En ese momento, encontrar reporteras era algo habitual aunque seguían siendo una minoría. Ya no se las consideraba una novedad por lo que la competitividad entre hombres y mujeres se hizo más fuerte. En 1913, siete mujeres constan en el registro de trabajadores de Stockholms Dagblad y, el mismo año, la Asociación Sueca de Publicistas puso en marcha las De kvinnliga journalisternas stipendiefond (becas para mujeres periodistas) para financiar viajes al extranjero de las reporteras.  Las mujeres cubrieron la Primera Guerra Mundial y la Revolución rusa y varias periodistas se convirtieron en referentes como Éster Blenda Nordström y Elin Brandell.
Durante el periodo de entreguerras, se produjo un cambio que expuso a las mujeres reporteras a una discriminación informal que, durante mucho tiempo, se denominó como "la trampa de la mujer": la incorporación de secciones habituales de mujeres en los diarios.  En la Primera Guerra Mundial, el racionamiento de bienes durante la guerra obligó a cubrir intereses domésticos, por lo que, después de la guerra se convirtió en una sección para mujeres, cuando las tareas de la casa fueron consideradas como tareas femeninas.  La cobertura de esta sección era realizada por reporteras y, como eran una minoría, las mismas reporteros se veían obligadas a cubrir esta sección en lugar de otros trabajos, lo que las colocó en una situación de gran desventaja en relación con sus colegas masculinos cuándo se agudizó la competitividad durante la depresión de entreguerras.
Al mismo tiempo,  fueron mujeres con carreras exitosas, de forma notable Barbro Alving, cuya cobertura de la Guerra Civil Española, la Segunda Guerra Mundial y la Guerra Fría la hizo famosa, y Dagmar Crohn, editora de la sección de economía en el Svenska Dagbladet entre 1933 y 1959, algo único en ese momento.
En 1939, Elsa Nyblom se convirtió en vicepresidenta del Publicistklubben, la asociación de publicistas suecos.
La discriminación informal cambió cuándo las reporteras empezaron a tocar más temas en las secciones de mujeres. Un ejemplo notable de este desarrollo lo protagonizó Synnöve Bellander, editora de la sección de mujeres Hus och hem en el Svenska Dagbladet entre 1932 y 1959. Originalmente concebida para escribir sólo de moda y maquillaje, Bellander empezó a expandir la sección escribiendo sobre educación y de la vida profesional de las mujeres. De ahí, pasó a tratar asuntos relacionados con el consumo y la calidad de la alimentación así como otros aspectos sobre la vida privada. Este desarrollo de los espacios para mujeres se fueron transformando progresivamente en las secciones de "familia" y de la vida privada para ambos sexos, y se fue desdibujando la línea con el resto de la publicación.
Los años 60 implicaron un gran cambio. Un debate en la prensa sobre la discriminación de género, seguido por un cuestionamiento general sobre los roles de género durante 
la segunda ola del feminismo, incrementó rápidamente los números de reporteras en la prensa a partir de 1965 y en adelante. En 1970, Pernilla Tunberger se convirtió en la primera mujer a la que se le concedía el premio de periodismo Stora Journalistpriset.

### Estados Unidos
La obra del siglo XVIII Letters and Journals Relating to the War of the American Revolution and the Capture of the German Troops at Saratoga (Cartas y diarios sobre la guerra de la revolución americana y la captura de las tropas alemanas en Saratoga) de la baronesa Frederika Charlotte Riedesel está considerada como el primer testimonio de la guerra contado por una mujer. Sus escritos analizan los acontecimientos más relevantes, las personalidades de los actores clave y las consecuencias de las luchas militares que ella presenció. Además, ella estuvo personalmente implicada en la batalla de Saratoga hasta el punto de padecer las implicaciones del asedio cuando se refugió en la bodega de la Casa Marshall durante la retirada fallida del ejército británico.
En las últimas décadas del siglo XIX, las mujeres de América del Norte y de Europa iniciaron protestas para reclamar el derecho a trabajar como periodistas profesionales. Por numerosos trabajos, la primera mujer memorable en el periodismo político fue Jane Grey Swisshelm. Había sido corresponsal para el New York Tribune de Horace Greeley, y persuadió al Presidente Millard Fillmore para que abriera la galería en el Congreso y así ella pudiera informar sobre las noticias de la cámara. Antes que a Swisshelm, Greeley había contratado a otra mujer digna de mención en el periodismo, Margaret Fuller, que cubrió noticias internacionales. Nellie Bly se hizo conocida por sus reportajes de investigación en el New York World. Fue una de las primeras mujeres periodistas de su época en informar de incógnito. En Filadelfia (Pensilvania), la periodista Sarah Catherine Fraley Hallowell fue editora del Public Leger, diario que comenzó a publicarse el 25 de marzo de 1836 hasta enero de 1942, y del The New Century for Women, periódico semanal "dedicado al interés industrial de las mujeres" para promover la capacidad de elección, igualdad salarial y una mayor autonomía social y financiera.
Mientras que durante el siglo XIX y principios del XX muchas reporteras veían restringida su entrada en el ámbito de la información, y se esperaba de ellas que cubrieran las novedades sobre alimentación y moda,  hubo algunas mujeres que informaron sobre asuntos considerados del ámbito de los reporteros masculinos. Un ejemplo fue Ina Eloise Young  (más tarde Ina Young Kelley). En 1907, Young fue la única mujer nombrada editora de deportes (o editora deportiva, como se denominaba). Trabajó en Colorado para la Trinidad Chronicle-News, y sus áreas de conocimiento eran el béisbol, el fútbol y las carreras de caballos. En 1908, cubrió la Serie Mundial, convirtiéndose en la única mujer de su tiempo en hacerlo. El informe de 2014 sobre el estado de las mujeres en los medios de comunicación de Estados Unidos detallaba que de más de 150 publicaciones deportivas impresas y sitios web relacionados con el deporte el 90% de los editores eran hombres blancos.

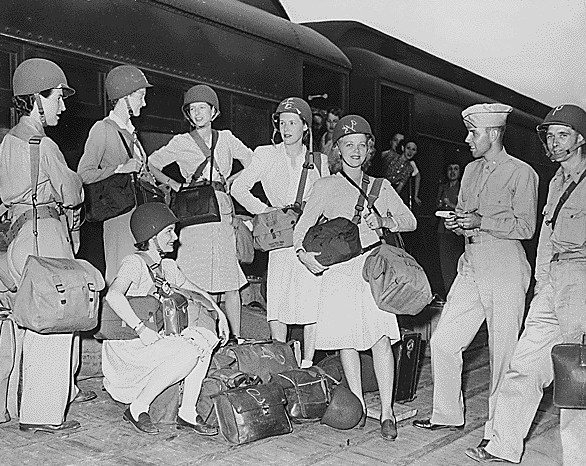
Corresponsales de Segunda Guerra Mundial de los EE. UU.

Otro ejemplo de una mujer en una profesión no tradicional en un medio de comunicación fue el de Jennie Irene Mix: cuándo la retransmisión radiofónica se convirtió en una obsesión nacional en los años 20 del siglo XX, ella fue una de las pocas editoras de radio en un magazine. Había sido pianista y crítica musical que había escrito sobre ópera y música clásica a principios de la década de los 20. Mix se convirtió en editora de radio del magazine de Radio Broadcast, un cargo que mantuvo desde 1924 hasta su repentina muerte en abril de 1925. En la radio hablada, no hubo ninguna mujer entre los diez conductores más famosos de la época y sólo dos en la lista de los 183 conductores deportivos radiofónicos. Las mujeres aumentaron su presencia en el periodismo profesional, y la representación popular de "la reportera intrépida" se convirtió en algo habitual en las películas y en la literatura del siglo XX, siendo el ejemplo más paradigmático el de "His Girl Friday".
En 2014, el Women's Media Center sacó su tercer estudio anual sobre la situación de las mujeres en los medios de comunicación de Estados Unidos. El estudio reveló que las mujeres representaban el 28,8% de los personajes principales en las películas más taquilleras de 2012. En 2013, las mujeres consiguieron el 16% de los trabajos ejecutivos más cotizados en las películas, y de los 16 cachés más elevados para actores por película, ninguno de ellos fue para una actriz. La actriz mejor pagada es Angelina Jolie, que ganó 33 millones de dólares en 2013. Los dos hombres de menor rango en esa lista ganaron la misma cantidad. También, el 36% del personal de las redacciones son mujeres, un porcentaje que se ha quedado estancado desde 1999.

### Reino Unido
La primera mujer periodista con dedicación exclusiva de la Fleet Street fue Eliza Lynn Linton, que trabajó para The Morning Chronicle desde 1848. Tres años más tarde,  fue nombrada corresponsal en París, y a su regreso a Londres en los años 60,  se le ofreció un puesto permanente.

## Premios y organizaciones
- Los premios de valor en el periodismo, de la International Women's Media Foundation.
- Periodista política del año del Reino Unido, que se otorga 'para destacar los logros de mujeres excepcionales'.[21]
- El premio de periodista Yayori, patrocinado por el Women's Fund for Peace and Human Rights.
- En 2002, el servicio postal de los Estados Unidos homenajeó a cuatro periodistas: Nellie Bly, Marguerite Higgins, Ethel L. Payne y Ida M. Tarbell, con el sello conmemorativo de 37 céntimos.[22]
- Journalism and Women Symposium (JAWS).
- Alianza de Mujeres Periodistas de Cine.
- Asociación de Mujeres Periodistas.
- International Women's Media Foundation.
- National Federation of Press Women.